# Dzeal
Dzeal es una localidad del municipio de Kaua en el estado de Yucatán, México.

## Toponimia
El nombre (Dzeal) proviene del idioma maya.

## Hechos históricos
- En 1910 pasa del municipio de Cuncunul al de Kaua.
- En 1990 cambia su nombre de Tzeal a Dzeal.

## Demografía
Según el censo de 2005 realizado por el INEGI, la población de la localidad era de 256 habitantes, de los cuales 128 eran hombres y 128 eran mujeres.
| 117                         | 55 | 50 | 41 | 69 | 91 | 147 | 181 | 212 | 256 |
| (Fuente: INEGI [Consultar]) |    |    |    |    |    |     |     |     |     |